# V433 Большого Пса
V433 Большого Пса (лат. V433 Canis Majoris) — двойная затменная переменная звезда типа W Большой Медведицы (EW) в созвездии Большого Пса на расстоянии (вычисленном из значения параллакса) приблизительно 3687 световых лет (около 1131 парсека) от Солнца. Видимая звёздная величина звезды — от +13,5m до +12,75m. Орбитальный период — около 0,3742 суток (8,982 часов).